# Gostivar

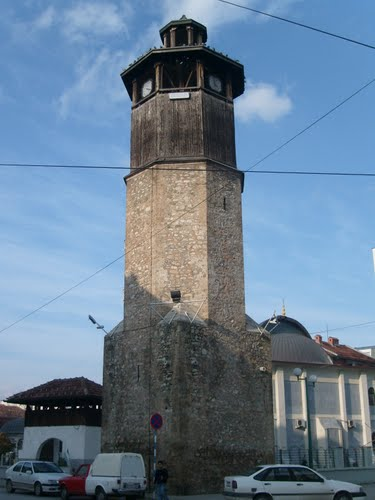
La moschea dell'Orologio

Gostivar (in albanese Gostivari, in macedone Гостивар) è una città della Macedonia del Nord e confina con l’Albania e con il Kosovo. È una delle più grandi municipalità del Paese, con una popolazione di 81.042 abitanti quasi tutti albanesi (secondo il censimento del 2002). La sede del comune è nel capoluogo Gostivar. Dal 2003 i comuni rurali di Vrutok, Dolna Banjica, Srbinovo e Čegrane furono inclusi nella municipalità di Gostivar. 
Il calciatore naturalizzato svizzero Admir Mehmedi è nato qui.

## Geografia fisica
Il comune è situato nella parte occidentale del paese e confina con Mavrovo e Rostuša, Zajas e Oslomej a sud, Makedonski Brod a est, Brvenica e Vrapčište a nord, Albania e Kosovo a ovest.

## Società

### Evoluzione demografica
Dati relativi alla città di Gostivar.Abitanti censiti

### Etnie e minoranze straniere
Secondo i dati del censimento del 2002 il comune ha una popolazione di 81 042 abitanti così divisi dal punto di vista etnico:
| Nazione            | Numero | Percentuale (%) |
| ------------------ | ------ | --------------- |
| Albanesi           | 54 038 | 66,6            |
| Macedoni           | 15 877 | 19.5            |
| Turchi             | 7 991  | 9,8             |
| Romi               | 2 237  | 3,8             |
| Serbi              | 160    | 0,19            |
| Bosgnacchi         | 39     | 0,04            |
| Arumeni (Valacchi) | 15     | 0,01            |
| Rimanenti          | 685    | 0,84            |

## Monumenti e luoghi d'interesse
- La casa del re
- La Gostivar sign (in italiano Scritta Gostivar)
- Fiume Vardar
- Lungofiume
- Chiesa "San Giorgio" (Zdunje)
- Moschea dell'orologio
- Chiesa "The blessed Mother of Good"

## Località
Il comune è formato dall'insieme delle seguenti località:
- Gostivar (sede comunale)
- Fshati Forinë
- Fshati çajle
- Fshati čegran
- Fshati Balindoll

## Infrastrutture e trasporti
Gostivar ha buoni collegamenti stradali e ferroviari con le altre città della regione, come Tetovo, Skopje, Kičevo e Ocrida; nel 1995 è stata costruita l'autostrada A2 lunga 24 km, da Gostivar a Tetovo.

## Storia
Il nome della città deriva da "gocë", che significa "fanciulla" in albanese e dal nome "Tivari". Gostivar è un omaggio a questa giovane ragazza di Tivar secondo la leggenda. L'antica città sarebbe probabilmente l'antica Draudak, menzionata da Livio e che esisteva tra Uskana (l'attuale Kiçevo ) e Oneï ( Tetovo ). La stessa Gostivar viene menzionata per la prima volta nel 1313, quando contava 200 abitanti. La città poi sviluppato sotto il dominio ottomano, iniziata nel XIV secolo . I turchi costruirono rapidamente alcuni edifici, come una torre dell'orologio e moschee. 
Nel corso del XIX secolo, Gostivar perde definitivamente il suo aspetto della città ed è una vera e propria piccola città. Accoglie molti mercanti di Veles, Krouchevo, Kicevo e Debar che permettono la nascita di un importante mercato, che si tiene sempre il martedì. Durante la rivolta di Ilinden nel 1903, molti abitanti di Gostivar e della sua regione presero parte ai combattimenti a Krouchevo

## Sport
In città ha sede la squadra di basket K.K. Gostivar protagonista nel massimo campionato nazionale.